# Sadaf Khadem
Sadaf Khadem (Teerã, 23 de janeiro de 1995) é uma pugilista iraniana. Ela realizou sua primeira luta internacional em 14 de abril de 2019, onde derrotou a francesa Anne Chauvin. Khadem é a primeira pugilista iraniana mulher a competir em uma competição oficial de boxe desde a Revolução Iraniana e a primeira iraniana a vencer uma luta oficial. Esta luta é particularmente importante porque o boxe feminino foi proibido desde a Revolução.
Esperava-se que Khadem e seu treinador, Mahyar Monshipour, retornassem a Teerã após a vitória. No entanto, ela cancelou seu retorno ao Irã depois que um mandado de prisão foi emitido devido à violação das regras de vestimenta para mulheres no Irã.

## Biografia

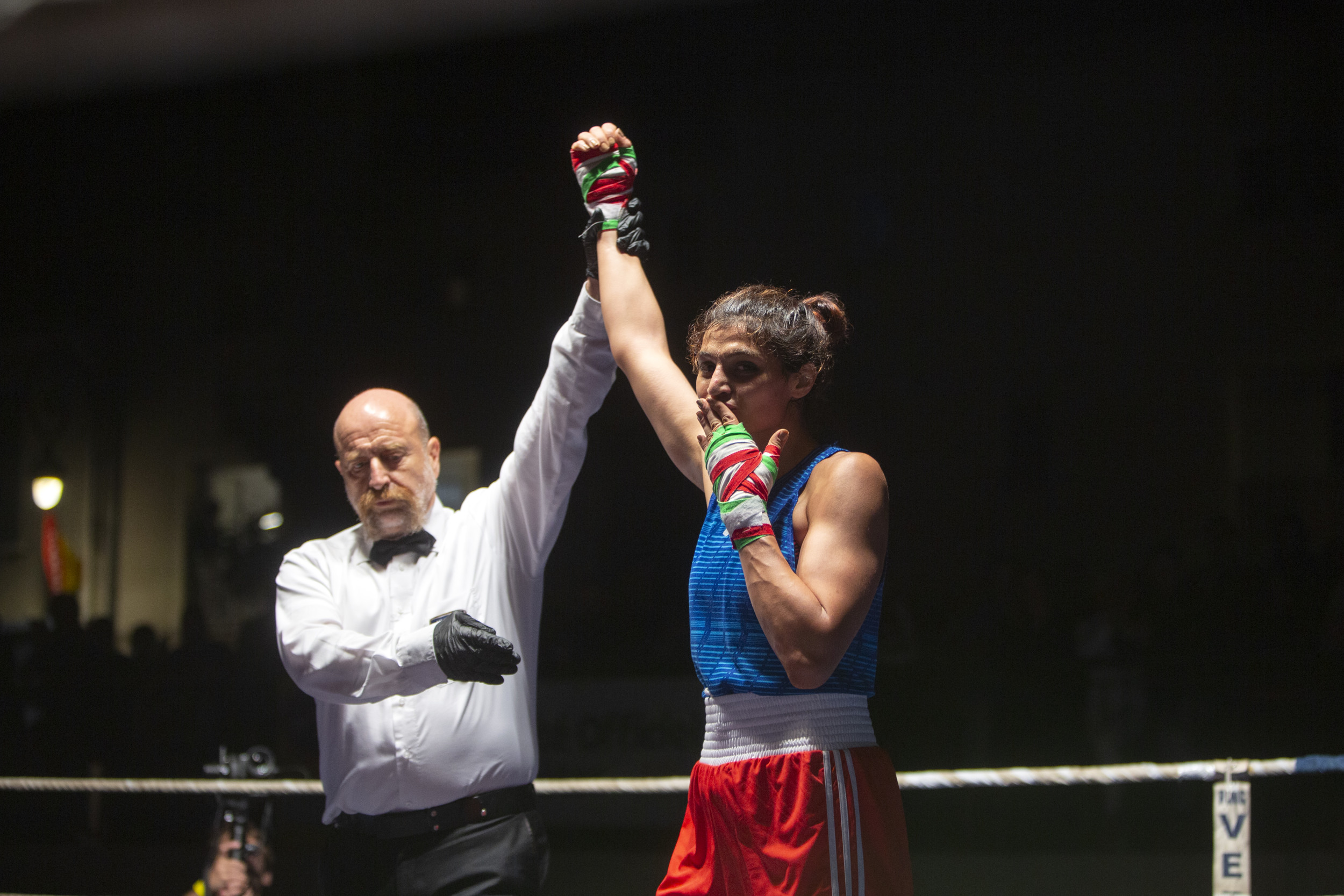
Sadaf Khadem em 2019

Khadem começou sua carreira atlética aos 9 anos. Ela se interessava particularmente por basquete. Assistindo jogadores profissionais de basquete treinando boxe para aumentar seu moral, ela começou a treinar também. Seu treinamento começou em Teerã e, posteriormente, ela continuou em Varamin. Embora ela tenha sido aceita na faculdade para se formar em engenharia esportiva, ela acabou desistindo para se concentrar em tempo integral no boxe. AAlém de seu próprio treinamento, ela também deu aulas de fitness e basquete.
Mahyar Monshipour se tornou seu treinador de boxe em 2008 e em 2014 ela aceitou um convite oficial para uma luta de boxe da França, apesar da oposição do Ministério dos Esportes do Irã.

## Derrotando a oponente francesa
Em 14 de abril de 2019, Khadem participou de sua primeira partida oficial em Royan, na França. Sua oponente Anne Chauvin era uma boxeadora francesa. Khadem derrotou Chauvin no final de uma luta de três rounds com Monshipour como seu treinador.
Após a partida, Khadem abraçou sua oponente com lágrimas nos olhos. Ela declarou que "esta vitória pertence a todos os homens e mulheres que sacrificaram suas vidas pelo Irã". Ela acrescentou ainda que "este foi o primeiro passo".

## Recepção
A perspectiva da partida de Khadem com Chauvin atraiu a atenção da mídia francesa e de outras mídias internacionais. A partida foi transmitida em um canal dedicado e também em vários locais. A partida foi considerada pelos anfitriões como "um esforço para trazer igualdade entre mulheres e homens". Após a vitória de Khadem, o prefeito de Royan parabenizou Monshipour e Khadem dentro do ringue.

A Federação Iraniana de Boxe se distanciou da luta e divulgou um comunicado dizendo:
Como o boxe feminino não é um esporte sancionado pela Federação de Boxe da República Islâmica do Irã, a organização, o treinamento e a participação neste esporte não estão relacionados a esta federação e são responsabilidades do organizador e do participante.
Após a partida, Khadem e Monshipour tinham planos de retornar ao Irã, no entanto, rumores persistentes de mandados de prisão em potencial os mantiveram na França. O representante de Khadem disse à Reuters que as autoridades emitiram mandados de prisão contra ela e Monshipour. Hossein Soori, chefe da federação de boxe do Irã, negou que Khadem seria presa, atribuindo a informação a “mídia ligada à Arábia Saudita”.